# Bernardpora
Bernardpora is een geslacht van koralen uit de familie van de Poritidae.

## Soort
- Bernardpora stutchburyi Wells, 1955